# Sternbräu (Salzburg)

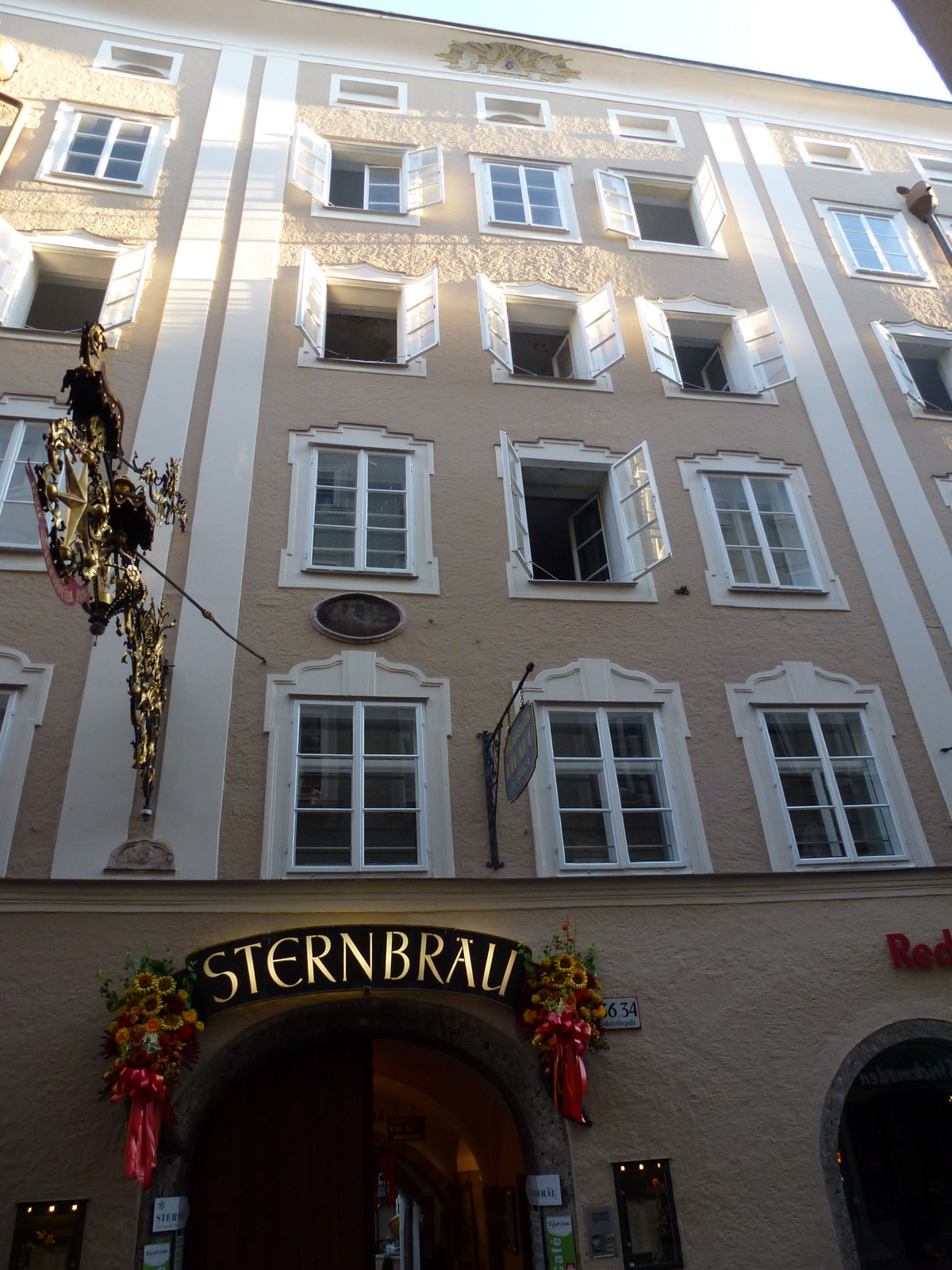
Sternbräu von der Getreidegasse aus

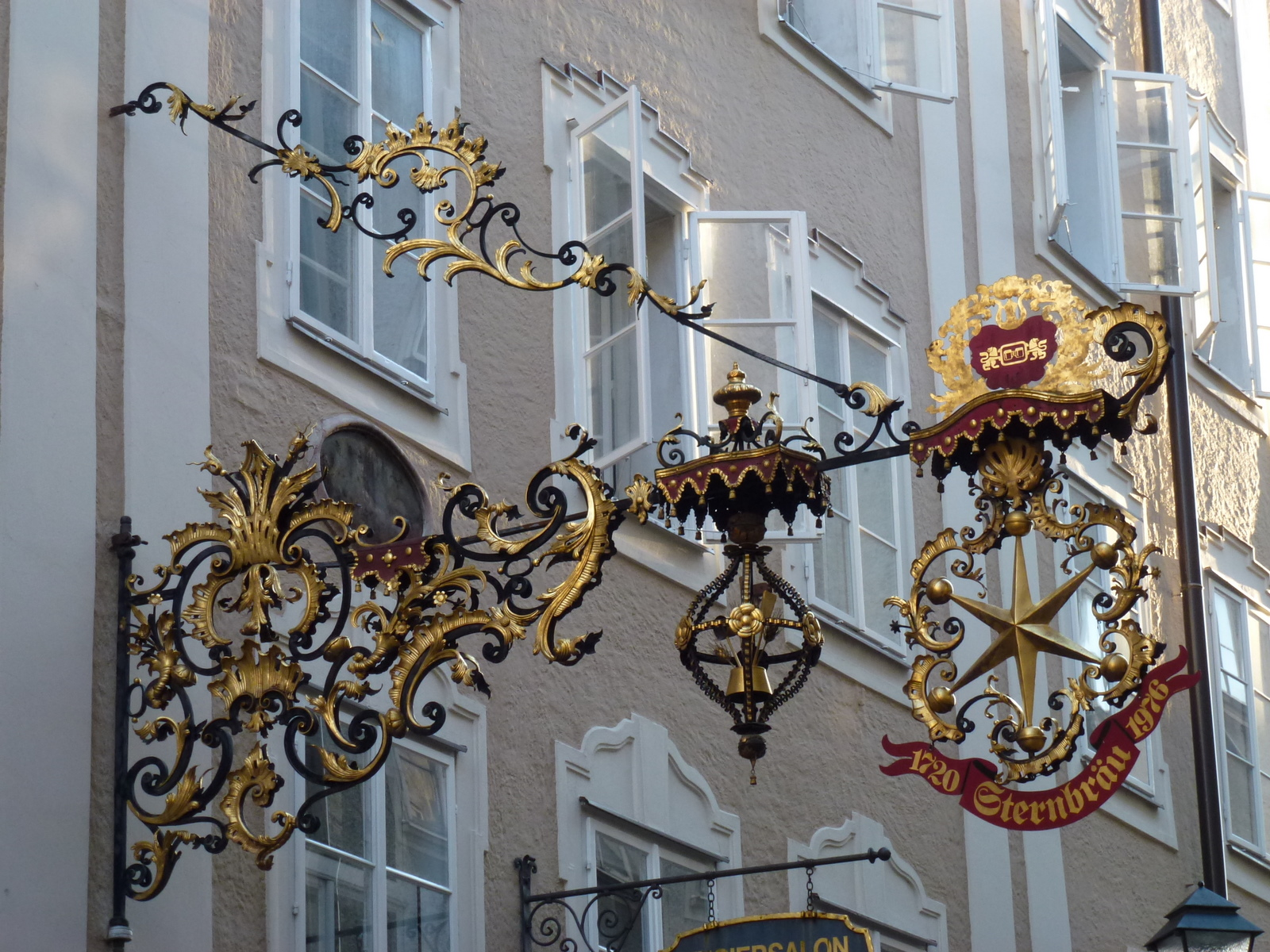
Großer Schmiedeeisenausleger des Sternbräus in der Getreidegasse

Das Sternbräu ist ein Gastronomiekomplex im historischen Zentrum der österreichischen Stadt Salzburg und befindet sich zwischen Getreidegasse und Griesgasse. Es umfasst vier Lokale und zwei Gastgärten. Der Braugasthof wird erstmals 1542 genannt.

## Geschichte
Ursprünglich geht der Gebäudekomplex auf drei Häuser zurück, von denen eines an der zweiten Stadtmauer (Stöckl) gelegen war und erst später als eigenes Haus gezählt wird. Der erste Eigentümer ist 1408 der hofsmid Hartel. Diese Schmiedetradition wurde bis in das 16. bzw. 17. Jahrhundert betrieben (Hofschmiede an der Getreidegasse bis 1656). 1542 ist hier erstmals ein Pierprew belegt und als Besitzer wird ein Hanns Riexinger genannt.  Philipp Tunzler besaß ab 1636 die Würthsbehausung bei dem gulden stern. Der Name bezieht sich nicht auf den biblischen Stern, sondern auf die von Erzbischof Paris Lodron errichtete Sternbastei, die in das Ufer der Salzach hineingebaut worden war und die nach 1860 wieder geschleift wurde. Im 17. Jahrhundert kam die Familie Stockhamer, die in der Getreidegasse bereits das Stockhamerbräu betrieb, in den Besitz des Sternbräus. Matthias Wilhelmseder kam 1743 in den Besitz des Sternbräus; von ihm wurde im ersten Stock des Hauses eine reich ausgestattete Barockkapelle errichtet. Nach seinem Konkurs konnten die nachfolgenden Besitzer Johann Ernst Antretter (1772–1781) und Kordula Hierl das Sternbräu wieder halbwegs auf die Höhe bringen. 
Im 19. Jahrhundert konnte sich die Sternbrauerei noch erfolgreich gegen das Brauereisterben wehren. 1876 wurden die Kelleranlagen in den Stadtteil Riedenburg (Steinbruchstraße 1) verlegt. 1887 wurde die Sternbrauerei in eine Aktiengesellschaft umgewandelt. 
Die Bierbrauerei wurde 1907 ganz in die Riedenburg verlegt, um den Betrieb vergrößern und modernisieren zu können. Die Gebäude wurden von dem Baumeister Jakob Ceconi geschaffen. Hier wurde bis 1956 Bier gebraut. Lokale Berühmtheit besaßen das „Josefibier“ und das „Rupertibier“. 1972 wurde der 54 Meter hohe Schornstein der Brauerei gesprengt. Neben der Brauerei befand sich bis 2007 auch noch das sogenannte Alte Sterngasthaus mit einem kastanienbestandenen Gastgarten, einem hölzernen Salettl und der bodenständigen Pächterin Rosi. Von Jänner 2013 bis Oktober 2014 wurde das Areal umgebaut und erweitert, die denkmalgeschützten Teile wurden aber erhalten. 
Nach der Verlegung des Braubetriebes aus der Innenstadt wurde bei der früheren Braustätte 1909 der Durchgang zur Griesgasse geschaffen. 1929 wurde das Sternbräu von der Österreichischen Brau AG erworben und nochmals umfassend saniert. Das Sternbräu wurde am 24. April 1945 schwer beschädigt.

## Das Sternbräu heute
Das Sternbräu verfügte 2012 über 780 Sitzplätze in vier Lokalen („Sternbräu“, „La Stella“, „Braumeister“, „Abendstern“) sowie über 670 Plätze in den beiden Gastgärten. Neben dem gastronomischen Angebot wurde die Örtlichkeit auch für verschiedene, meist abendliche Veranstaltungen genutzt.
Am 7. Jänner 2013 begann ein knapp zweijähriger Um- und Ausbau, während dem das gesamte Areal geschlossen blieb. Ein Großteil des Gebäudes wurde dabei abgerissen. Während der Umbauarbeiten wurden rund 30 Meter der spätmittelalterlichen Salzburger Stadtmauer mitsamt Teilen eines Wehrturms freigelegt, die beide in den Neubau integriert wurden.
Am 1. Oktober 2014 wurde das Sternbräu unter der Leitung des bisherigen Pächters wiedereröffnet.

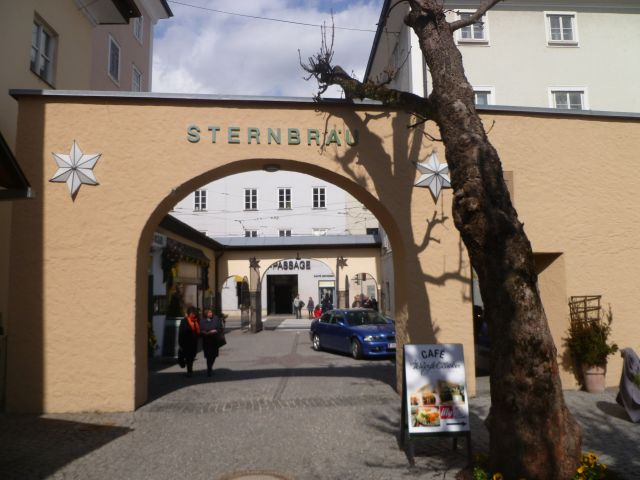
Sternbräu: Zugang von der Griesgasse vor dem Umbau
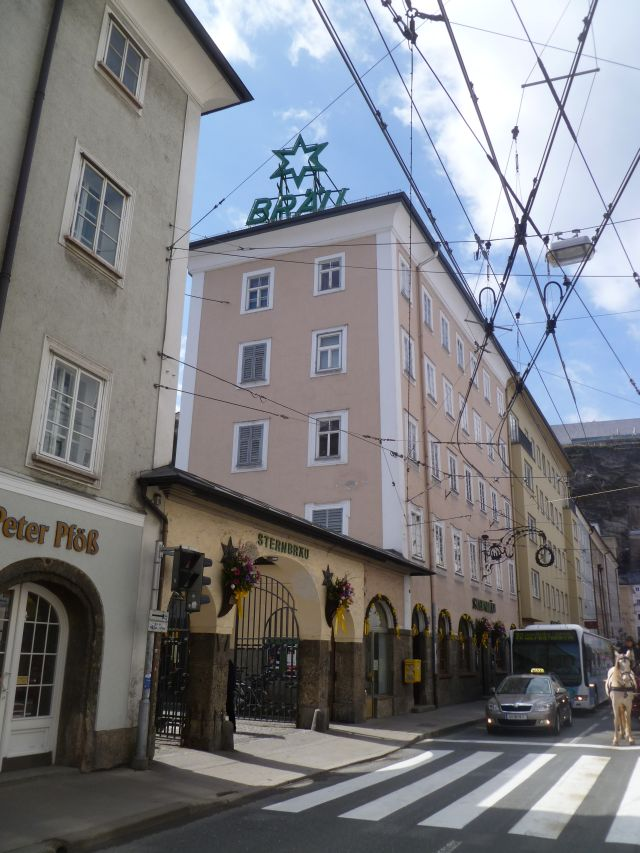
Sternbräu: Blick von der Griesgasse
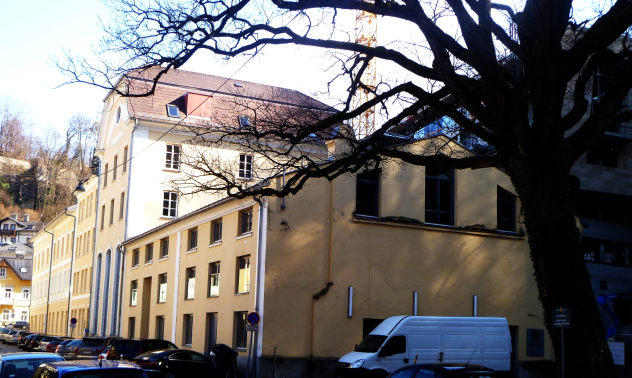
Brauereigebäude des Sternbräus in der Steinbruchstraße
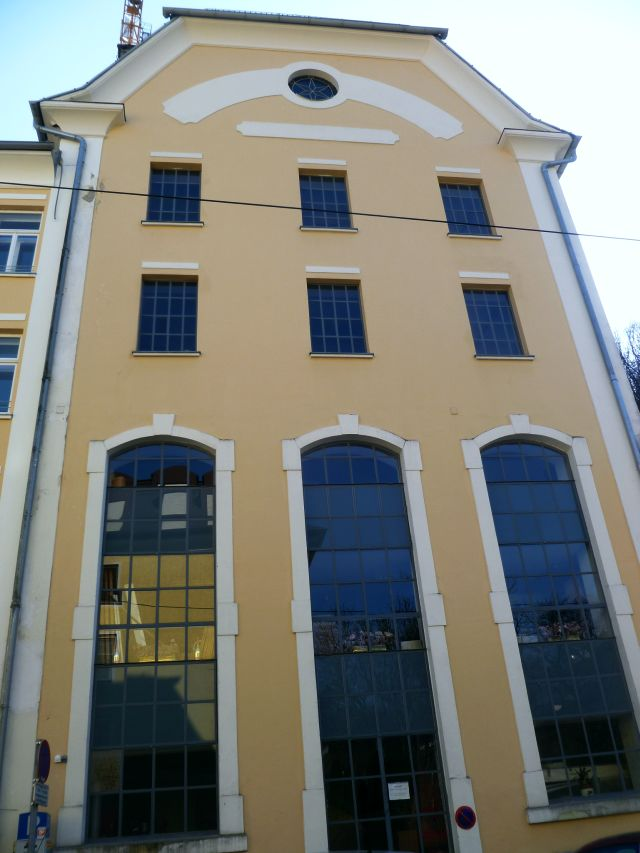
Ehemaliges Sudhaus des Sternbräus in der Steinbruchstraße
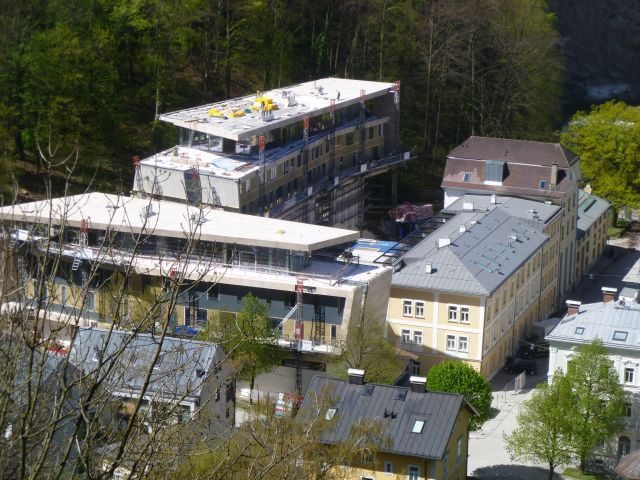
Sternbrauerei vom Möchsberg aus